# Геральдика

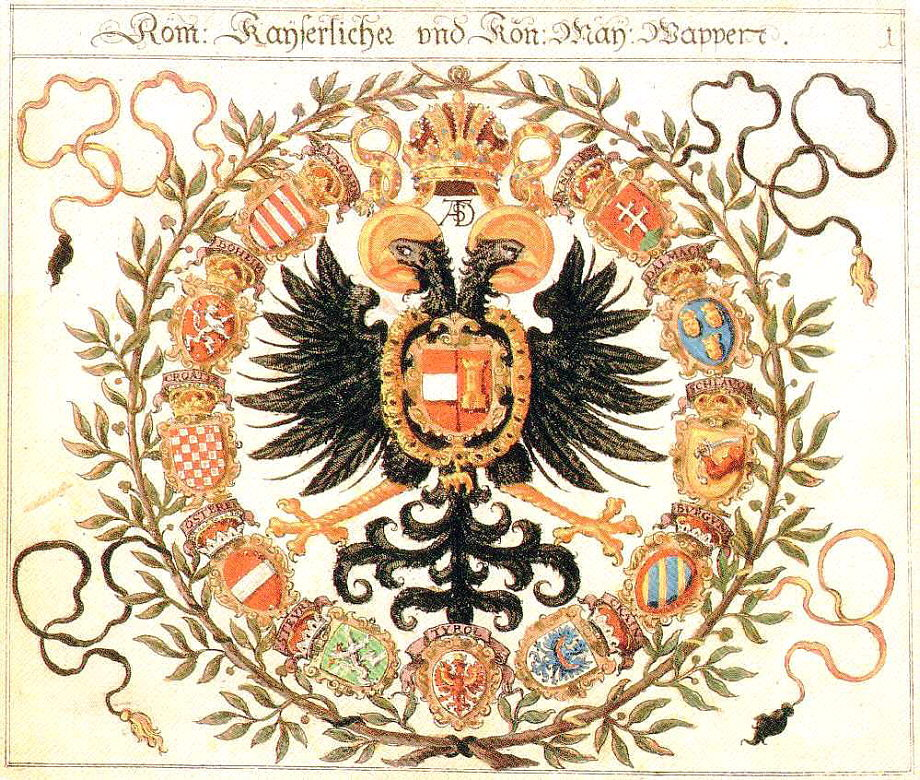
Герб імператора Священної Римської імперії династії Габсбургів

Герáльдика (від лат. heraldus, heraldica, ars — «опові́сник», «герольд») — гербознавство, спеціальна історична дисципліна, що вивчає герби, кольорові емблеми, які належать особам, родам чи спільнотам; досліджує історію виникнення та розвиток гербової традиції, закони складання гербів та їх використання. Тісно пов'язана з генеалогією, символографією, народним орнаментом, сфрагістикою, нумізматикою, емблематикою, уніформологією, фалеристикою, вексилологією тощо. Будова гербів регулюється особливими законами європейської геральдики, які вирізняють її від інших світових систем пов'язаних з емблемами чи символами, незалежно від часу їх появи й сфери використання. Досліджує — супутні документи стосовно причин і обставин виникнення гербів, їх засвоєння та функціонування, еволюцію соціальної ролі та правовий статус гербів.
Геральдика є також, водночас, різновидом соціального кодування і системою знаків. Ця система базується на гербових зображеннях і тинктурах, які розміщуються на геральдичних щитах відповідно до певних принципів та правил. Сума цих принципів та правил разом із сумою усіх наявних гербових зображень та тинктур складають так звану геральдичну граматику опису гербів — блазон.
Геральдику інколи визначають як гербознавство або мистецтво зображення та опису гербів. Її відносять до спеціальних історичних дисциплін, розглядаючи як складову історичної науки.

## Історія геральдики
Виникнення та розвиток геральдики пов'язують із початком використання гербів у Західній Європі у першій половині 12 століття. Поширеною є помилкова точка зору про виникнення гербів за доби хрестових походів та лицарських турнірів XI—XII ст.. Мовляв, закуті у броню лицарі, щоби бути впізнаваними, вдавалися до фарбування своїх прапорів і щитів, прикрашали навіть свої шоломи різноманітними зображеннями, що згодом набуло назви «геральдичні». Однак, це твердження не відповідає дійсності: після тривалого походу або/та під час бою будь-які кольори на одязі та обладунках лицаря просто неможливо було б вирізнити: усе або вигорало на сонці, або було укрито товстим шаром пилу та бруду.
Головною складовою герба є щит. Найпоширенішим у геральдичній практиці світу є кілька форм  — трикутна, напівкругла, овальна, фігурна та прямокутна із загостренням знизу, ромбоподібна форма щита (для осіб жіночої статі). За ними закріпилися назви «норманський щит», «іспанський щит», «італійський щит», «німецький щит», «французький щит». З часом відповідно усталилася й традиція прикрашати щит, до якої належать: шолом, корона, нашоломник, намет, щитотримач, девіз, мантія, сінь (купол мантії). Для зображення гербів послуговувалися «металами» (золото й срібло), п'ятьма фініфтями (емалями) — червоної барви, синьої барви, чорної барви, пурпурової барви й зеленої барви. З XVII ст. у графічному відтворенні використовувати почали особливе штрихування. Упродовж сторіч геральдичні традиції поширилися на різні сфери середньовічного суспільства. Крім родових гербів, з'явилися й територіальні (державні, земельні та міські), корпоративні (ремісничих цехів та купецьких гільдій), конфесійні (церковних установ чи об'єднань, служителів культу).
Генеза геральдики викликала суперечки вже у середньовіччі — тогочасні науковці приписували винахід геральдики Адаму, Ною, Александру, Юлію Цезарю і королю Артуру. Проте ці гіпотези були відсіяні геральдистами 19 — початку 20 століття, які запропонували три головні теорії походження гербів: греко-римську, германо-скандинавську та східну. Однак їх достовірність також була заперечена дослідниками наступних десятиліть.
Починаючи з кінця XX століття і до сьогодні більшість геральдистів Заходу притримується думки, що герби виникли між 1120–1150 роками, у північній Франції, Прирейнській Німеччині, Англії, Швейцарії і північній Італії у середовищі військових як засіб розрізнення союзників і ворогів у бою. У 2-й половині 12 століття ці герби перетворилися з індивідуальних знаків у сімейні чи родові, допомагаючи визначати особу у роді, а рід у цілій соціальній системі. Поява геральдики збіглася із поширенням прізвищ і була однією з нових форм самоідентифікації західноєвропейського середньовічного суспільства.
У 1-половині 13 століття герби, які спочатку використовувалися між військовими аристократами, поширилися серед цивільної знаті і простого люду. Вони використовувались як знаки ідентифікації на печатках, як позначки власності на майні та як орнаментальні мотиви у мистецтві. У 14 столітті геральдична мода набула популярності у середовищі військової і міської знаті Східної Європи, увібравши у себе елементи місцевої символіки. З початком Ренесансу, у Західній Європі зародився звичай надавати герби легендарним особам минувщини — героям кельтсько-германського чи античного світів, біблійним персонажам, святим і філософським поняттям.
|  |  |  |  |

У 16 — 18 століттях, попри занепад використання печаток у Європі, місце яких заступив підпис, геральдика продовжувала процвітати. У цей період було створено близько 10 мільйонів гербів. Якщо у середньовіччі знавці геральдики — герольди — реєстрували герби у геральдичних сувоях, то у новому часі їхні намагання кодифікувати усі розмаїття тогочасних геральдичних знаків герби зазнали краху. У континентальній Європі панував принцип свободи прийняття і використання герба, тому дослідники не встигали упорядкувати їх усі. З середини 17 до середини 18 століття геральдика отримала бурхливий розвиток у Італії, Австрії і Південній Німеччині, збагатившись різноманітними формами під впливом барокового мистецтва. Звідти гербовий бум потрапив до Речі Посполитої, Гетьманщини і Російської імперії. Водночас, у Франції геральдичні знаки почали конкурувати із новими видами емблем — вензелями, монограмами, кокардами.
Сильного удару на розвиток геральдики завдали лихоліття Французької революції 1789–1799 років. Паризькі політики затаврували герби «знаками феодалізму», заборонили їх використання і розпорядилися знищити їх по країні. Хоча геральдичні символи мали мало спільного з феодалізмом, а їх вжиток був поширений не лише серед знаті, а й простолюдинів, торговельно-ремісничих корпорацій та міст, з подачі революціонерів вони стали асоціюватися виключно зі шляхетством і кастами «обраних». Шкода нанесена французьким «геральдичним терором» мала загальноєвропейський резонанс. Вона сприяла поширенню помилкових уявлень про герби, різко звузила соціальну сферу їх використання, та передала контроль над геральдичними знаками державним організаціям.
У 18 — 20 століттях геральдика пустила глибоке коріння не лише у себе вдома, в Європі, а й в Новому Світі, Азії та Африці. Її інтернаціоналізація збагачувала герби новими мотивами, що інколи супроводжувалось порушенням європейських геральдичних правил. Проте саме це допомагало гербам витримувати конкуренцію з іншими не геральдичними символами 20 століття — логотипами.

### В Україні

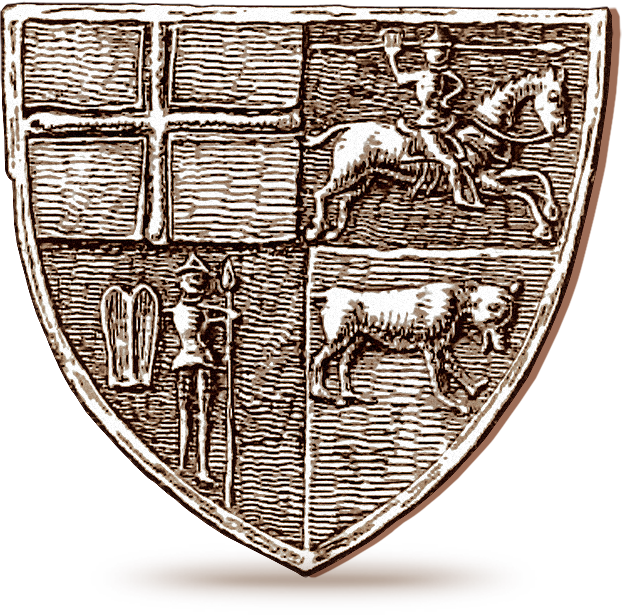
Герб Великого князівства Литовського доби великого руського князя Вітовта

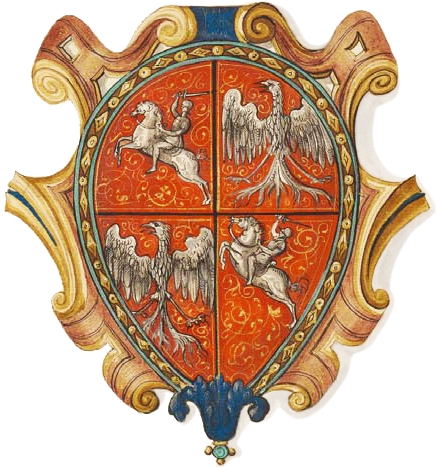
Герб Речі Посполитої по Люблінській унії

Князівські й боярські знаки відомі з XI ст. На численних пам'ятках із теренів Руси фіксується внесення в поле щита фігур відповідного забарвлення, що мають стабільну іконографію та передаються у спадок. Геральдичну традицію на Русь було привнесено, вочевидь, з Імперії ромеїв, де геральдичні знаки відомі вже з Х ст. Найдавніші руські герби побутували як у княжому, так і в боярському середовищі. Поява й поширення князівських і боярських знаків збігається в часі з розповсюдженням патронімічних та інших прізвищ у середовищі руського нобілітету — процес, характерний і для ромейського та західноєвропейського суспільств, де герб також часто виступав своєрідним візуальним еквівалентом прізвища.
Найдавнішими українськими знаками були символи хреста (до 200 форм), свастики, геометричні фігури (здебільшого солярні символи), літерні знаки зі старослов'янського письма та готського походження; зірки, півмісяць, квіти, зброя, геральдичні звірі та птаство (грифон, одноріг, лев, олень, орел, чорногуз, крук), людські постаті тощо. Родові й домові знаки збереглися до нашого часу, подоба товарних знаків «тавро» та «клейна» на керамічних та інших виробах, «тамга» на Кримському півострові та на Кавказі. Відомі в бортництві (бджільництві) знаки на Поліссі, Волині, Київщині. Домовим знакам надавали узаконеного значення в «Руській Правді» вже в XI ст., як накладання знаків — «знаменувати»: «різи» (д.-рус. чръти и рѣзы), «міти», «п'ятна». В українській геральдиці відомі такі дослідники як Вадим Модзалевський, Владислав Лукомський, Нарбут Ю., Микола Битинський, Вячеслав Сенютович-Бережний, В. Січинський, М. Мілер, Роман Климкевич.
Багато ділянок української геральдики теоретично не розроблені: дослідження корпоративної та церковної геральдики, герби русько-литовські бояр-шляхти (першоджерела знакової традиції бояр-шляхти деякими здебільшого ототожнюються зі старими родовими знаками та знаками власності, що з дохристиянських часів використовували в побуті, які споріднені з польською геральдичною системою).
Український геральдичний матеріал розпорошений в різноманітних європейських гербових книгах XIV—XV ст.; територіальна геральдика (подільська, київська, львівська, галицька, волинська) та родова геральдика:
- «Цюрихський гербовий сувій», 1340 р.
- «Книга знання всіх королівств, країв і володінь, які є на світі, та стягів і гербів кожного краю й володіння теж і королів, і панів, які ними володіють…» францисканського ченця в Іспанії (у фонді Національної бібліотеки Іспанії в Мадриді);
- «Des Ritters Conrad Grünenberg Wappenbuch», 1483 р.,
- «Codex Bergshammar» (у фонді Державного архіву у Швеції у Стокгольмі);
- «Ancien armorial équestre de la Toison d'Or» (фонд французької бібліотеки Арсеналу в Парижі),
- «Insiegnia seu Clenodia Regis et Regni Poloniae» Яна Длугоша (Курницький та Арсенальський списки)[3].

Геральдичний матеріал України XVI ст. зібрано в працях Бартоша Папроцького
- «Gniazdo cnoty» 1578 р.,
- «Herby rycerstwa polskiego» 1584 р.;

та Алессандро Гваньїні
- «Z kroniki Sarmacyi Europskiej» 1581 р.[3].

У XVII—XVIII ст. — мають твори Станіслава Сарніцького, Симона Окольського, Марцина Бєльського, Альберта Кояловича, Каспера Несецького та інші.
У XIX—XX ст. — твори
- «Малоросійський гербовник» Владислав Лукомського, Вадима Модзалевського та Георгія Нарбута, видрукуваний 1914 р.;
- «Эмблемы земель и гербы городов Левобережной Украины периода феодализма» В. Румянцевої, 1986 р.,
- «Міська геральдика Поділля» Юрія Савчука, 1995 р.,
- «Українська міська геральдика» Андрія Гречила, 1998 р.[3],
- «Геральдика Дніпропетровщини: офіційні символи територіальних та муніціпальних утворень» Валентини Бекетової, Олега Потапа, 2012 р.

На відміну від західноєвропейської геральдичної традиції (позначеної домінантою індивідуальних рис у носіїв гербів), гербова традиція у слов'янських народів, формувалася переважно за родоколективним чи територіальним принципом, коли споріднені або сусідні, а згодом і цілком сторонні роди групувалися довкола одного спільного знака (наприклад, поляків, котрі вплинули на білоруську та українську традицію); витоки їх найчастіше вбачають у слов'янських рунах, господарських клеймах.
Внесок у розвиток української геральдики зробили вчені української діаспори. Вони заснували культурно-просвітні й наукові товариства: Українська родовідна установа, Українське генеалогічне і геральдичне товариство (УГГТ); часописи «Рід та знамено», «Записки УГГТ», «Бюлетень УГГТ». Вони відіграли значну роль у розширенні дослідницького поля української генеалогії, в інтеграції її у світову науку та визнання її авторитету.
Українська геральдична традиція закарбувала елементи світогляду й мистецтва, науки багатьох історичних епох та народів, становить невід'ємну частку європейської та світової культури. У багатьох країнах світу працюють геральдичні служби; утворені громадські, науково-просвітницькі геральдичні товариства, що об'єднані в Міжнародну конфедерацію генеалогії та геральдики, якою організовані понад 20 міжнародних конгресів та низка колоквіумів. Від 1995 року членом конфедерації є Українське геральдичне товариство (УГТ), утворене 1990 року у Львові.
Андрій Гречило розробив «Методичні рекомендації з питань геральдики і прапорництва областей, районів, районів у містах та територіальних громад міст, селищ і сіл (територіальні та муніципальні символи)», які спершу були затверджені на конференції УГТ, а 1 червня 2018 року схвалені Комісією державних нагород та геральдики при Президентові України.

### Організації
Міжнародні
- Міжнародна Конфедерація Генеалогії і Геральдики [Архівовано 5 січня 2022 у Wayback Machine.] (фр.)
- Міжнародна Академія Геральдики [Архівовано 14 грудня 2007 у Wayback Machine.] (фр.)

Національні
- Англія: Інститут геральдичних і генеалогічних досліджень [Архівовано 24 грудня 2007 у Wayback Machine.] (англ.)
- Англія, Уельс і Північна Ірландія: Гербова колегія [Архівовано 16 листопада 2019 у Wayback Machine.] (англ.)
- Болгарія: Болгарське геральдичне і вексилологічне товариство [Архівовано 1 лютого 2022 у Wayback Machine.] (болг.)
- Італія: Геральдична Колегія [Архівовано 3 квітня 2010 у Wayback Machine.] (італ.)
- Ірландія: Офіс головного герольда Ірландії [Архівовано 24 жовтня 2014 у Wayback Machine.] (англ.)
- Канада: Канадська герельдична організація (англ.)
- Македонія: Македонське геральдичне товариство [Архівовано 3 грудня 2007 у Wayback Machine.] (мак.)
- Нідерланди: Верховна рада шляхетства [Архівовано 3 грудня 2007 у Wayback Machine.] (нід.)
- Південна Африка: Відділ Геральдики [Архівовано 30 грудня 2007 у Wayback Machine.] (англ.)
- Росія Союз геральдистів Росії [Архівовано 30 листопада 2007 у Wayback Machine.] (рос.)
- Сибір: Сибірська Геральдична Колегія [Архівовано 2 квітня 2022 у Wayback Machine.] (рос.)
- Сербія: Сербське геральдичне товариство (серб.)
- Словенія: Словенське геральдичне товариство [Архівовано 28 жовтня 2007 у Wayback Machine.] (словен.)
- США: Інститут геральдики США (англ.)
- Україна: Українське геральдичне товариство [Архівовано 7 січня 2009 у Wayback Machine.] (укр.)
- Фінляндія: Фінське геральдичне товариство [Архівовано 20 квітня 2012 у Wayback Machine.] (фін.)
- Фландрія: Фламандська геральдична рада (англ.)
- Хорватія: Хорватська геральдична і вексилологічна асоціація [Архівовано 14 жовтня 2007 у Wayback Machine.] (хор.)
- Чехія: Акаденія геральдичної науки Чеської Республіки [Архівовано 20 листопада 2007 у Wayback Machine.] (чес.)
- Швеція: Національне правління геральдики, Національний архів [Архівовано 8 червня 2007 у Wayback Machine.] (швед.)
- Шотландія: Двір лорда Ліону (англ.)

### Інші сайти
- Шляхетська геральдика. (укр.)
- Міжнародна міська геральдика (герби країн і міст) [Архівовано 26 лютого 2006 у Wayback Machine.] (англ.)
- Українська геральдика [Архівовано 18 червня 2012 у Wayback Machine.] (укр.)
- Європейська геральдика (фр.)
- Дослідження з геральдики (сувої, печатки) [Архівовано 30 листопада 2007 у Wayback Machine.] (англ.)
- Герби російських міст [Архівовано 15 жовтня 2007 у Wayback Machine.] (рос.)
- Герби міст Білорусі [Архівовано 18 листопада 2007 у Wayback Machine.] (біл.)
- Білоруська геральдика [Архівовано 2 грудня 2007 у Wayback Machine.] (англ.)
- Литовська геральдика (англ.)
- Малий гербовник Адама Кромера і приятелів (пол.)
- Геральдика (словники) [Архівовано 2 грудня 2007 у Wayback Machine.] (англ.)
- Геральдика в інтернеті (список сайтів) [Архівовано 12 грудня 2007 у Wayback Machine.] (рос.)